# Frankenstein (film din 1931)
Frankenstein este un film american de groază cu monștri  din 1931 regizat de James Whale. În rolurile principale joacă actorii Colin Clive, Boris Karloff, Mae Clarke, John Boles și Dwight Frye. Este realizat de Universal Pictures și este adaptat după o piesă de teatru de Peggy Webling care la rândul său se bazează pe romanul omonim scris de  Mary Shelley. Piesa de teatru a lui Webling a fost adaptată de John L. Balderston, pe baza căreia au scris scenariul filmului Francis Edward Faragoh și Garrett Fort.  Robert Florey și John Russell au contribuit la crearea scenariului dar nu au fost menționați. Machiajul artistic a fost realizat de Jack Pierce. Având un succes imens, atât la public cât și la critici, filmul a avut numeroase continuări și a devenit unul dintre cele mai emblematice filmele de groază din istoria cinematografiei.
Mireasa lui Frankenstein este considerat ca fiind printre puținele continuări ale unui film bun care este chiar mai bun decât filmul original pe care se bazează, Frankenstein din 1931.
În 1991, filmul a fost adăugat în Registrul Național de Film de către Biblioteca Congresului Statelor Unite ale Americii, fiind considerat „semnificativ din punct de vedere cultural, istoric și estetic”.

## Prezentare
Într-un sat din Alpii bavarezi, un tânăr om de știință, pe nume Henry Frankenstein, și asistentul său cocoșat, Fritz, creează din bucăți un corp uman. Aceste bucăți au fost colectate din diverse surse: furate de la cadavrele din cimitir proaspăt îngropate sau sunt organele unor criminali recent spânzurați. Frankenstein dorește să creeze viața umană prin intermediul dispozitivelor electrice pe care le-a perfecționat. Îl trimite pe Fritz într-o școală unde dr. Waldman, bătrânul profesor de medicină al lui Henry, îl învață cum să fure un creier. Fritz scapă din mâini creierul normal și, în schimbul lui, ia creierul unui criminal.
Elizabeth, logodnica sa, este îngrijorată de acțiunile sale ciudate. Ea nu înțelege de ce acesta se ascunde într-un turn abandonat, transformat în laborator, și nu vrea să fie deranjat. Elizabeth și un prieten, Victor Moritz, merg la dr. Waldman și-i cer ajutorul în privința lui Henry. Waldman le spune că Frankenstein se străduiește să creeze viață. Elizabeth, care are intenția de a-l salva pe Frankenstein, ajunge în momentul în care Henry face testele finale. El le spune lui Elizabeth și lui Waldman să se uite pentru că ar fi descoperit raza care a adus viața în lume. Ei îl urmăresc pe Frankenstein și pe cocoșat, în timp ce aceștia așează creatura moartă pe o masă de operații pe care o ridică în sus printr-o deschizătură din acoperișul laboratorului. Apoi, încep tunete teribile și mașinile electrice ale lui Frankenstein încep să funcționeze scoțând sunete puternice. Curând, mâna creaturii lui Frankenstein începe să se miște. Acest lucru îl face pe Frankenstein să strige: „Este viu!”.
Creatura, în ciuda formei sale grotești, pare a fi inițial o creație simplă și nevinovată. Frankenstein îl salută și îi cere să se așeze, ceea ce acesta face. Apoi deschide acoperișul, iar creatura ajunge în razele soarelui. Fritz intră cu o flacără aprinsă, care înfricoșează creatura. Frica lui este interpretată greșit de Frankenstein și Waldman ca o încercare de a-i ataca și este legat și aruncat în temniță. Gândindu-se că nu este potrivit pentru societate și că va face rele oricum, ei părăsesc creatura încuiată, în timp ce Fritz o enervează cu o torță. Când Henry și Waldman discută despre soarta creaturii, se aude un țipăt din temniță. Frankenstein și Waldman fug și descoperă că Fritz a fost strangulat de creatură. Aceasta încearcă să-i apuce pe cei doi, dar ei scapă, blocând creatura înăuntru. Dându-și seama că trebuie să distrugă creatura, Henry pregătește o injecție cu un drog puternic și cei doi plănuiesc să elibereze creatura și s-o injecteze când aceasta îi va ataca. Când ușa este deblocată, creatura se repede la Frankenstein, în timp ce Waldman injectează drogul în spatele creaturii. Creatura cade la pământ inconștientă. 
Henry se prăbușește epuizat, iar Elizabeth și tatăl lui Henry sosesc și îl duc acasă. Henry este îngrijorat de creatură, dar Waldman îl asigură că o va distruge. Mai târziu, Henry se află acasă, unde se recuperează și se pregătește pentru nuntă. Între timp, Waldman examinează creatura. Pe măsură ce se pregătește să-l eviscereze, creatura se trezește și îl strangulează. Creatura scapă din turn și se pierde în peisaj. Are o scurtă întâlnire cu fata cea mică a fermierului, Maria. Nu se teme de el și îi cere să se joace cu ea, un joc în care ei aruncă florile într-un lac și le urmăresc cum plutesc. Creatura se bucură de joc, dar când au rămas fără flori, crede că Maria va pluti și ea, așa că o aruncă în lac unde, spre marea sa uimire, fetița se îneacă. Răvășit de acest lucru, creatura fuge.
Pregătirile pentru nuntă sunt gata, Henry fiind fericit alături de Elizabeth. Ei trebuie să se căsătorească de îndată ce sosește Waldman. Cu toate acestea, Victor apare, spunând că l-a găsit strangulat pe doctorul Waldman. Henry suspectează că de vină este creatura. Creatura intră în camera lui Elizabeth, făcând-o să țipe. Când sosesc cei care o caută, o găsesc pe Elizabeth inconștientă în pat. Creatura a scăpat.
Tatăl Mariei sosește, cu corpul fiicei sale în brațe. El spune că ea a fost ucisă, iar sătenii se strâng pentru a căuta și pentru a prinde creatura ca s-o aducă în fața justiției (moartă sau vie). Pentru a cerceta întregul ținut, aceștia se împart în trei grupuri: Ludwig conduce primul grup în pădure, Henry conduce al doilea grup în munți, iar primarul conduce al treilea grup lângă lac. În timpul căutării, Henry se pierde de grupul său și este descoperit de creatura care-l atacă și îl lasă inconștient. Creatura îl duce pe Henry într-o moară veche. Țăranii aud strigătele și se regrupează ca să-i urmărescă. Ei găsesc creatura urcată pe acoperiș, târându-l pe Henry cu el. Creatura îl aruncă în gol pe Henry, dar căderea acestuia este atenuată de palele morii de vânt, care-i salvează viața. Unii săteni îl duc repede acasă, în timp ce ceilalți dau foc morii, (aparent) ucigând creatura prinsă înăuntru.
La Castelul lui Frankenstein, tatăl lui Frankenstein, Baronul Frankenstein, se află la nunta fiului său care s-a recuperat. Baronul ține un toast în cinstea viitorului nepot.

## Distribuție
- Colin Clive - Henry Frankenstein
- Mae Clarke - Elizabeth
- John Boles - Victor Moritz
- Boris Karloff (menționat ca "?" la începutul filmului) - Monstrul lui Frankenstein
- Edward Van Sloan - Dr. Waldman
- Frederick Kerr - Baron Frankenstein
- Dwight Frye - Fritz
- Lionel Belmore - Herr Vogel, Burgomaster
- Marilyn Harris - Little Maria

## Fundal
În 1930, studiourile Universal au pierdut 2,2 milioane de dolari. În 48 de ore de la premiera sa la New York's Roxy Theatre din 12 februarie 1931, filmul Dracula cu Bela Lugosi a vândut 50.000 de bilete, acesta fiind începutul unui profit de 700.000 de dolari, cel mai mare pentru o lansare Universal din 1931. Ca rezultat, șeful producției, Carl Laemmle Jr., a anunțat că există planuri imediate pentru realizarea mai multor filme de groază.

## Producție

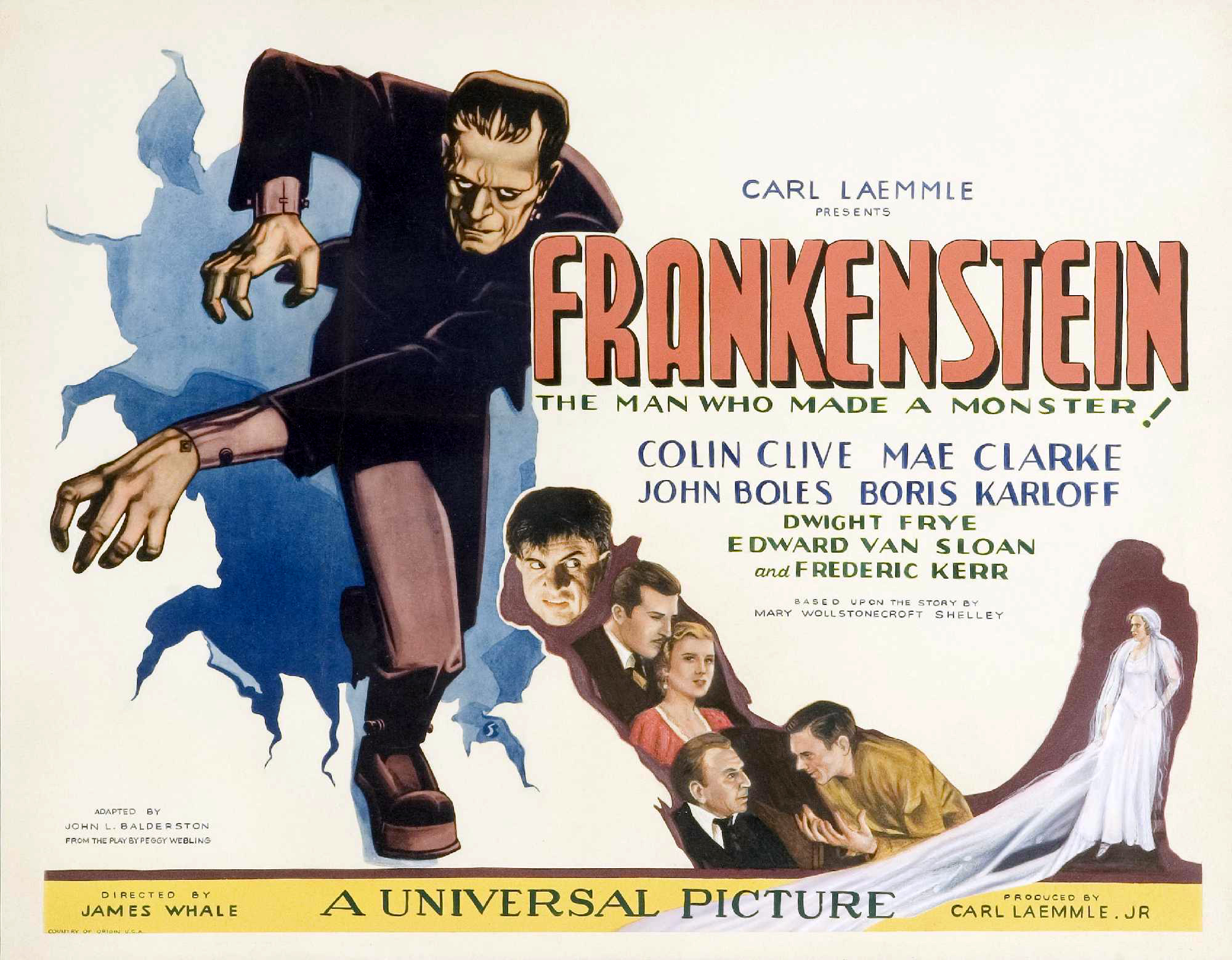
Poster Frankenstein

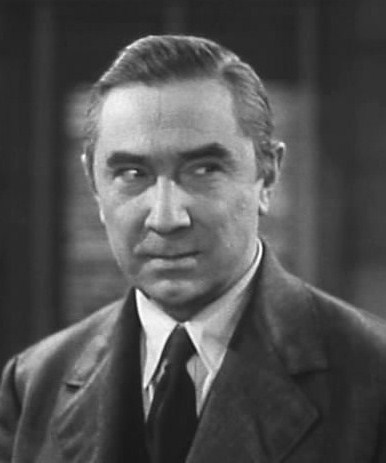
Bela Lugosi a refuzat iniţial rolul monstrului cu aceste cuvinte: "În țara mea eram o vedetă și nu voi fi o sperietoare aici".

De la treizeci de ani, Carl Laemmle Jr., fiul lui Carl Laemmle, șeful Universal Studios, a început să dezvolte un mare interes în proiecte de groază, cu dezaprobare inițială a tatălui său. Laemmle Sr., convins de fiul său, a aprobat un buget mare pentru filmul Dracula cu Bela Lugosi în rolul vampirului iconic. Filmul s-a dovedit a fi un mare succes și a determinat Universal Studios să producă în continuare filme de groază: următorul proiect era Frankenstein, bazat pe romanul gotic omonim scris în 1818 de Mary Shelley. Studiourile au angajat inițial regizorul franco-american Robert Florey pentru a regiza filmul. Florey a arătat imediat un mare interes față de acest proiect și a dezvoltat o mare parte din subiectul inițial al povestirii. Florey a conceput scenariul cu ajutorul lui Garrett Fort, care a combinat ideile regizorului cu o adaptare pentru teatru a lui Peggy Webling și John Balderston Povestea lui Florey și Fort, mai gravă și mai puțin plină de umor, se baza în mare parte pe faimosul film Cabinetul doctorului Caligari din 1920. Există mai multe similitudini între Cabinetul doctorului Caligari și romanul lui Mary Shelley, pentru că în ambele protagoniștii creează ființe.
În timp ce Florey și Fort lucrau la film, șefii Universal Studios se gândeau la rolul principal. Alegerea cea mai logică a fost Bela Lugosi, care era unul dintre cele mai faimoase chipuri ale companiei de producție. Dar actorul și-a exprimat rezervele cu privire la proiect. Nu a vrut să interpreteze un monstru mut cu mască, deoarece se considera prea fascinant și faimos pentru un astfel de rol.
Imediat după succesul său în Dracula, Bela Lugosi a sperat că va interpreta rolul doctorului Frankenstein în conceptul original al filmului. Cu toate acestea,  producătorul Carl Laemmle Jr. a dorit ca Lugosi să joace rolul monstrului.

## Primire
Criticul de la The New York Times, Mordaunt Hall, a revizuit foarte pozitiv filmul Frankenstein.

## Continuări
Frankenstein a avut numeroase continuări, începând cu Bride of Frankenstein (1935), în care Elsa Lanchester joacă mireasa monstrului.
Următoarea continuare, Son of Frankenstein (1939), a fost făcută, ca toate celelalte care au urmat, fără Whale sau Clive (care a murit în 1937). Acest film a reprezentat ultimul film complet al lui Karloff ca monstrul lui Frankenstein. În Fiul lui Frankenstein, Basil Rathbone a interpretat rolul  Baronului Wolf von Frankenstein, Bela Lugosi ca Ygor cocoșatul și Lionel Atwill ca inspectorul Krogh.
The Ghost of Frankenstein a fost lansat în 1942, cu Lon Chaney Jr. ca monstrul lui Frankenstein, preluând rolul lui  Boris Karloff, care a jucat acest rol în primele trei filme ale seriei, iar Bela Lugosi apare pentru a doua oară în rolul lui Ygor.
În al cincilea film, Frankenstein Meets the Wolf Man lansat în 1943 sub regia lui Roy William Neill, Bela Lugosi este monstrul lui Frankenstein. Acesta este și un  sequel al The Wolf Man, cu Lon Chaney Jr. ca omul-lup. Karloff a revenit în serie, dar nu în rolul său ci ca Dr. Gustav Niemann, în House of Frankenstein (1944), în care mai apar John Carradine ca Dracula și Glenn Strange ca monstrul lui Frankenstein pe lângă Chaney ca omul-lup. House of Dracula (1945) continuă tradiția filmelor Universal în care apar cei trei monștri cei mai populari într-un singur film. 
Multe dintre filmele care au urmat prezintă  monstrul lui Frankenstein care apare în povestea principală a unui alt personaj. Ultima sa apariție într-un film Universal este în comedia  Abbott and Costello Meet Frankenstein (1948).
Deși nu este legat de seria Universal, filmul târziu Frankenstein 1970 prezintă un om de știință Frankenstein, aici jucat de Karloff, animând monstrul cu un reactor nuclear.

## Vezi și
- Listă de filme cu Frankenstein
- Listă de filme științifico-fantastice din anii 1930
- Listă de filme de groază din anii 1930
- Listă de filme produse de Universal Pictures
- Lista filmelor cu cele mai mari încasări
- Listă de filme americane din 1931
- Istoria științifico-fantasticului
- Istoria filmului științifico-fantastic